# Carex sanionis
Carex sanionis är en halvgräsart som beskrevs av Karl Carl Richter. Carex sanionis ingår i släktet starrar, och familjen halvgräs. Inga underarter finns listade i Catalogue of Life.